# コナー・パオロ
コナー・パオロ（Connor Paolo, 1990年7月11日 - ）は、アメリカ合衆国の俳優。

## 来歴
1990年、ニューヨーク市に生まれる。母親はミュージシャンで父親は作家。パフォーミング・アートの学校や演劇学校で演技を習得し、2000年にイギリス製作のコメディ『フル・モンティ』の同名の舞台版の作品でブロードウェイデビューを果たした。
2002年にLAW & ORDER:性犯罪特捜班の犯人役でテレビデビュー。2003年にはクリント・イーストウッド監督の『ミスティック・リバー』で映画デビューも果たして、同作品ではケヴィン・ベーコンが演じるショーン・ディヴァインの幼少期を演じた。その後、オリバー・ストーン監督の『アレキサンダー』と『ワールド・トレード・センター』の2作品に出演。後者の作品では2008年のヤング・アーティスト・アワードの助演部門にノミネートされている。近年ではテレビドラマ『ゴシップガール』と『リベンジ』の出演がある。

## フィルモグラフィー

### 映画
| 年   | 邦題/原題                                                  | 役名                         | 備考           |
| ---- | ---------------------------------------------------------- | ---------------------------- | -------------- |
| 2003 | ミスティック・リバー Mystic River                          | 幼い頃のショーン・デヴィーン |                |
| 2004 | アレキサンダー Alexander                                   | 幼い頃のアレキサンダー       |                |
| 2006 | ワールド・トレード・センター World Trade Center            | スティーヴン・マクラフリン   |                |
| 2007 | スノー・エンジェル Snow Angels                             | ウォレン・ハーデスキー       | 日本劇場未公開 |
| 2009 | ハートボール The Winning Season                            | デイモン                     | 日本劇場未公開 |
| 2010 | キャンプ・ホープ Camp Hope                                 | ジャック                     | 日本劇場未公開 |
| 2010 | ステイク・ランド 戦いの旅路 Stake Land                     | マーティン                   |                |
| 2016 | デッド・フレンド・リクエスト Friend Request                | コービー                     |                |
| 2016 | ステイク・ランド 戦いの果て Stake Land II: The Stakelander | マーティン                   | 日本劇場未公開 |
| 2023 | アメリカン・ソルジャーズ ミッション:スーサイド Ambush      | アッカーマン                 | 日本劇場未公開 |

### テレビ
| 年        | 邦題/原題                                                                             | 役名                           | 備考                                                         |
| --------- | ------------------------------------------------------------------------------------- | ------------------------------ | ------------------------------------------------------------ |
| 2002      | LAW & ORDER:性犯罪特捜班 Law & Order: Special Victims Unit                            | ザカリー・コナー               | 第4シーズン第9話「罪の意識」                                 |
| 2004      | ワン・ライフ・トゥ・リヴ One Life to Live                                             | トラヴィス・オコーネル         | 計16話出演                                                   |
| 2006      | LAW & ORDER:性犯罪特捜班 Law & Order: Special Victims Unit                            | テディ・ウィノック             | 第7シーズン第21話「ネットアイドル」                          |
| 2007-2012 | ゴシップガール Gossip Girl                                                            | エリック・ヴァンダーウッドセン | シーズン1 - 4: ゲスト シーズン6: スペシャルゲスト 計53話出演 |
| 2010      | マーシー・ホスピタル Mercy                                                            | イヴレット・コーン             | 計1話出演                                                    |
| 2011-2013 | リベンジ Revenge                                                                      | デクラン・ポーター             | シーズン1 - 2: メインキャスト 計44話出演                     |
| 2016      | ラッシュアワー Rush Hour                                                              | ヘンリー                       | 第6話「調理の達人」                                          |
| 2017      | ザ・ブレイブ:エリート特殊部隊 The Brave                                               | ネイト                         | 第1シーズン第4話「アフガンの土」                             |
| 2018      | フィリップ・K・ディックのエレクトリック・ドリームズ Philip K. Dick's Electric Dreams' | イーサン                       | アンソロジー・テレビドラマ・シリーズの1話出演                |
| 2020      | レジデント 型破りな天才研修医 The Resident                                            | アイザック・モーガン           | 第3シーズン第19話「サポートシステム」                        |

### ゲーム
| 年   | 邦題/原題   | 役名 | 備考     |
| ---- | ----------- | ---- | -------- |
| 2006 | BULLY Bully | トム | 声の出演 |